# Sulzburg
Sulzburg est une petite ville du Bade-Wurtemberg (Allemagne), située dans l'arrondissement de Brisgau-Haute-Forêt-Noire, dans le district de Fribourg-en-Brisgau.

## Géographie

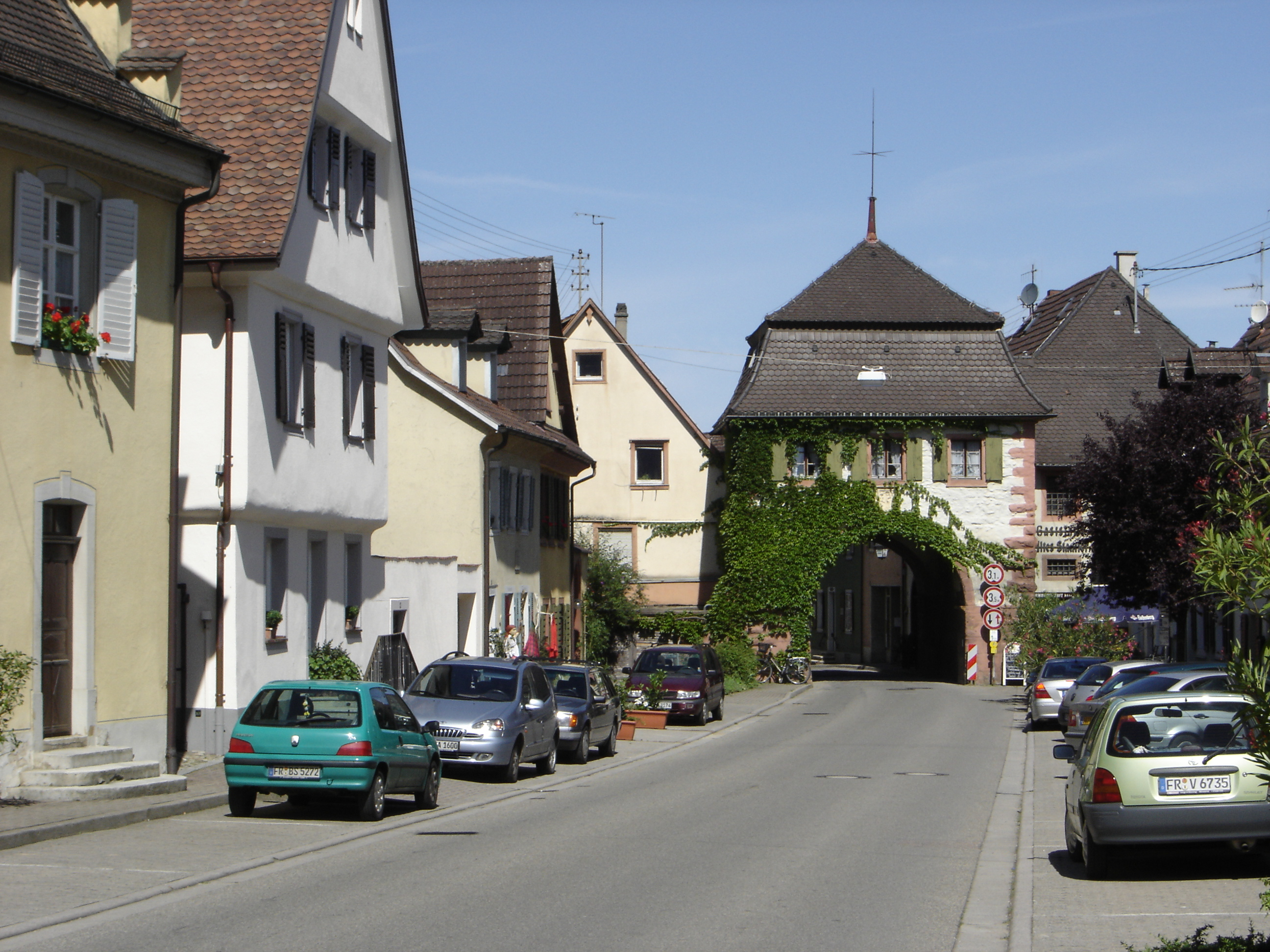
Sulzburg

Sulzburg est située dans le Margraviat, à 22 km au sud de la ville de Fribourg-en-Brisgau. La petite cité est traversée par la rivière Sulzbach et est bordée par des vignobles au nord et au sud.
Au XIVe siècle on retrouve les appellations de Sultzperg et Sultzberg.

## Histoire

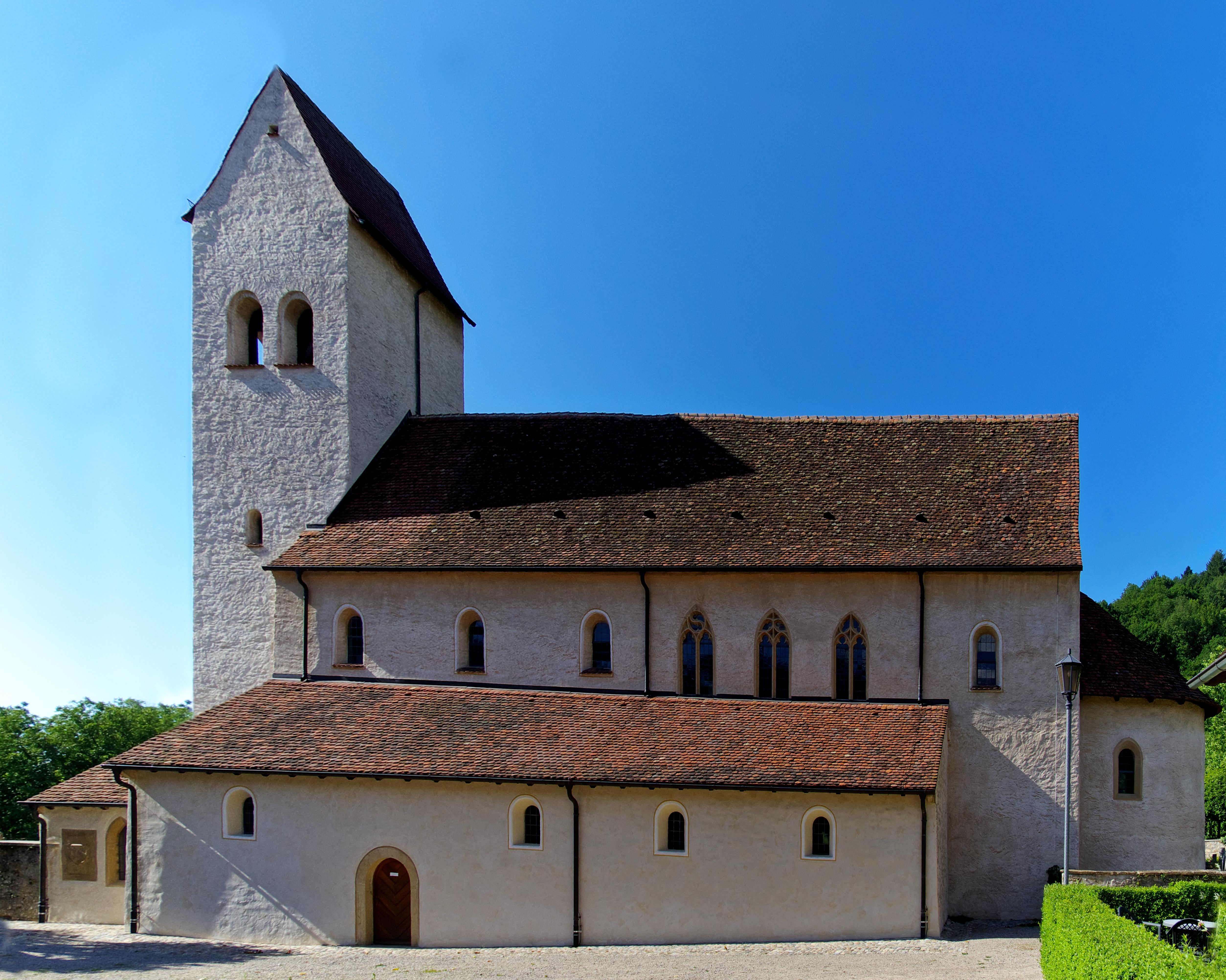
Eglise du monastère, style roman du Xe siècle

Bien que située dans l’Évêché de Constance, l’Évêque de Bâle était propriétaire dès 1008 du Monastère de Sulzburg (fondé en 993) et de ses nombreuses dépendances. Il disposait des droits sur les mines d'argent à Sulzburg confirmés dans la bulle du Pape Innocent II en 1139. Il donnait en fief la moitié des forêts et des droits de chasse y afférents dont il était le détenteur. La nomination et l'installation de l'Abbesse du monastère de Sulzburg relevait aussi de l'évêque de Bâle et de sa juridiction jusqu'à la réforme introduit par le Margrave en 1525.

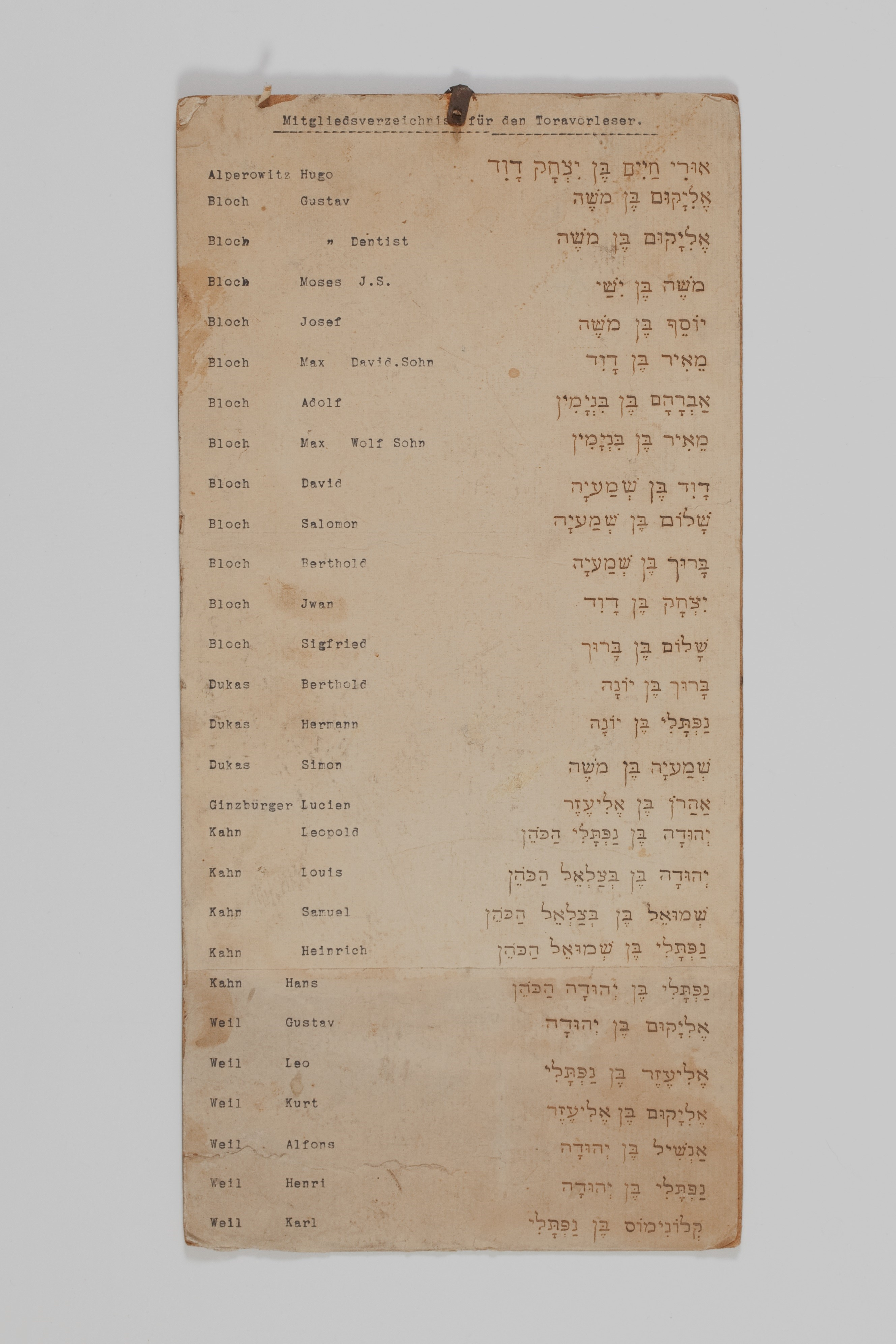
Liste des membres de la communauté juive pour l'appel à la Torah, Sulzburg, années 1930, dans la collection du Musée juif de Suisse.

Vers 1500, les premiers juifs obtiennent des lettres de protection impériales et donc le droit de s'établir à Sulzburg. C'est à cette époque qu'ils créent un cimetière (cimetière juif de Sulzburg). Depuis le Moyen-Âge, il existe une importante communauté juive à Sulzburg. En 1864, 416 juifs vivaient à Sulzburg, soit plus de 31 % de la population, un chiffre record. Les juifs qui n'avaient pas fui les nazis furent déportés le 22 octobre 1940 vers le camp d'internement de Gurs, où beaucoup périrent en raison des conditions difficiles ou furent transférés de là vers les camps d'extermination en Pologne.

## Personnalités liées à la ville
- Frédéric V de Bade-Durlach (1594-1659), margrave né à Sulzburg.
- Ernst Leitz I (1843-1920), entrepreneur né à Sulzburg.
- Erich Bloch (1925-2016), ingénieur né à Sulzburg.

## Jumelage
- La Morra (Italie) depuis 2004